# دانیله فیورتی
دانیله فیورتی (انگلیسی: Daniele Fioretti؛ زادهٔ ۱۹ دسامبر ۱۹۹۰) بازیکن فوتبال اهل ایتالیا است.
از باشگاه‌هایی که در آن بازی کرده‌است می‌توان به باشگاه فوتبال جنوآ و باشگاه فوتبال چزنا اشاره کرد.